# Медаль «За заслуги в проведенні Всеросійського перепису населення»
Медаль «За заслуги в проведенні Всеросійського перепису населення» (рос. медаль «За заслуги в проведении Всероссийской переписи населения») — державна нагорода Російської Федерації у 2002—2010 роках. З вересня 2010 року не входить до системи державних нагород Російської Федерації.

## Історія нагороди
- 14 жовтня 2002 року указом Президента Російської Федерації В. В. Путіна «Про медаль „За заслуги в проведенні Всеросійського перепису населення“»[1] з метою заохочення громадян, які зробили значний внесок у підготовку та проведення Всеросійського перепису населення 2002 року була заснована медаль «За заслуги в проведенні Всеросійського перепису населення» та затверджені положення та опис медалі. Тим самим указом було постановлено нагородити медаллю громадян відповідно до положення та доручено Державному комітету Російської Федерації по статистиці провести її вручення.
- Указом Президента Російської Федерації від 7 вересня 2010 року № 1099 «Про заходи щодо вдосконалення державної нагородної системи Російської Федерації»[2] було встановлено, що ряд медалей, у тому числі й медаль «За заслуги в проведенні Всеросійського перепису населення», не входять до системи державних нагород Російської Федерації.

## Положення про медаль
Медаллю «За заслуги в проведенні Всеросійського перепису населення» нагороджуються громадяни, які внесли значний внесок у підготовку та проведення Всеросійського перепису населення.

### Порядок носіння
Положенням передбачалося, що медаль «За заслуги в проведенні Всеросійського перепису населення» носиться на лівій стороні грудей і розташовується після ювілейної медалі «100 років Транссибірської магістралі».

## Опис медалі
- Медаль «За заслуги в проведенні Всеросійського перепису населення» з латуні, має форму кола діаметром 32 мм з опуклим бортиком з обох сторін.
- На лицьовій стороні медалі — зображення Державного герба Російської Федерації в обрамленні лаврових гілок. Уздовж краю медалі — напис рельєфними літерами: «Всероссийская перепись населения».
- На зворотному боці медалі — напис рельєфними літерами: «За заслуги в проведении Всероссийской переписи населения». Під написом — цифри «2002».
- Медаль за допомогою вушка і кільця з'єднується з п'ятикутною колодкою, обтягнутою шовковою муаровою триколірною стрічкою відповідно до забарвлення Державного прапора Російської Федерації. Ширина стрічки — 24 мм.